# Kanat Berdijew
Kanat Berdijew (ur. 20 marca 1980) – kazachski zapaśnik w stylu wolnym. Zajął dwunaste miejsce na mistrzostwach świata w 2009. Srebrny medal na mistrzostwach Azji w 2011 roku.